# UFC 8
UFC 8: David vs. Goliath는 1996년 2월 16일에 푸에르토리코 바야몬 에서 개최된 UFC 경기이다.

## 같이 보기
- UFC
- UFC 대회 목록